# 2012-es szlovákiai parlamenti választás
2012. március 10-én, szombaton előrehozott választást tartottak Szlovákiában. A baloldali Irány – Szociáldemokrácia párt elsöprő győzelmet aratott.

## Előzmények
2010. október 11-én Iveta Radičová miniszterelnök bizalmi szavazással kötötte egybe az Európai Pénzügyi Stabilitási Eszközhöz (ESFS) való szlovák hozzájárulás parlamenti megszavazását. Mivel a Szabadság és Szolidaritás párt tartózkodott, a javaslat nem ment át és a kormány megbukott. Később az ellenzéki Irány – Szociáldemokrácia párt segítségével mégis elfogadták az ESFS-ben való közreműködést. A Radičová-kormány a választásokig ügyvezetőként maradt hivatalban. Maga Radičová nem indult a választásokon: bejelentette, hogy az új kormány megalakulása után visszavonul a politikából.
2011 karácsonya előtt korrupciós és lehallgatási botrány robbant ki Gorilla-ügy néven, ami január végén tüntetésekhez vezetett.

## Választási rendszer
A választás egyfordulós és arányos, egész ország egy körzetnek számít. Az emberek pártlistákra szavaznak. A bejutási küszöb az önállóan induló pártoknak 5%, 2 vagy 3 pártból álló pártszövetségeknek 7%, 4 vagy több pártból álló pártszövetségeknek 10%. Állami támogatásban később a legalább 3%-ot elérő pártok részesülnek.
A választásokon preferenciális szavazás folyik, azaz a választók rangsorolják a jelölteket. A pártlisták közül egyet kell kiválasztani, és azon legfeljebb négy nevet be lehet karikázni. Ha valamelyik jelölt nevét legalább az összes pártszavazat 3%-át elérő számú választó bekarikázta, akkor az illető a saját pártja listájának az elejére ugrik. Több előreugró jelölt esetén a kapott karikák száma alapján állítanak fel sorrendet. Ha nem szerepelnek karikák a szavazólapon, akkor az automatikusan a lista első 4 jelöltjéhez számít. A pártlistára leadott szavazat akkor is érvényes, ha a karikázást elrontja a szavazó.
Összesen 150 mandátumot osztanak szét. A szlovákiai alkotmány módosításához a parlament háromötödös többsége kell, azaz legalább 90 képviselő.

## Induló pártok
A választásokon 26 párt vagy mozgalom több mint 2500 jelöltje indult.
1. Zöldek
2. Kereszténydemokrata Mozgalom (KDH)
3. Demokratikus Baloldal Pártja (SDĽ)
4. Szlovák Nemzeti Párt (SNS)
5. Egyszerű Emberek és Független Személyiségek (OĽaNO)
6. Szabadság és Szolidaritás (SaS)
7. Jog és Igazság (PaS)
8. A Mi Megyénk
9. Zöld Párt (SZ)
10. Mi Szlovákiánk Néppárt (ĽS NS)
11. Irány – Szociáldemokrácia (Smer-SD)
12. Alulról Jövő Változás – Szlovákia Demokratikus Uniója (ZZ DÚ)
13. Nemzet és Igazság (NaS)
14. Szlovákia Kommunista Pártja (KSS)
15. Szlovákia Roma Uniójának Pártja
16. Most–Híd
17. 99 Százalék Polgári Hang (99%)
18. Néppárt – Demokratikus Szlovákiáért Mozgalom (ĽS-HZDS)
19. Plusz Egy Szavazat Pártja
20. A Gyermekekért Csináljuk – SF
21. Egyszerű Emberek
22. Szlovák Demokratikus és Keresztény Unió – Demokrata Párt (SDKÚ-DS)
23. Szlovákia Polgárainak Pártja (SOS)
24. Magyar Koalíció Pártja (MKP)
25. Szabad Szó Pártja – Nora Mojsejová (SSS–NM)
26. Szlovákia Vállalkozóinak Pártja

## Közvéleménykutatási adatok
Az egyes pártok támogatottsága és a várható részvétel százalékban.
| Felmérés időpontja   | Cég            | Párt neve | Párt neve | Párt neve | Párt neve | Párt neve | Párt neve | Párt neve | Párt neve | Párt neve | Párt neve | Párt neve | Párt neve | Részvétel |
| Felmérés időpontja   | Cég            | Smer-SD   | SDKÚ-DS   | KDH       | SaS       | Most-Híd  | SNS       | OĽaNO     | ĽS-HZDS   | MKP       | 99%       | SDĽ       | SSS-NM    | Részvétel |
| -------------------- | -------------- | --------- | --------- | --------- | --------- | --------- | --------- | --------- | --------- | --------- | --------- | --------- | --------- | --------- |
| Felmérés időpontja   | Cég            |           |           |           |           |           |           |           |           |           |           |           |           | Részvétel |
| 2011. december 15.   | Polis          | 40,2      | 9,6       | 8,7       | 8,3       | 8,1       | 5,7       | 4,1       | 3,6       | 3,6       | 2,4       | 1,5       | N/A       | 49,7      |
| 2012. január 4-8.    | PRE Consulting | 35,58     | 10,32     | 9,75      | 6,69      | 8,56      | 3,58      | 7,42      | 2,33      | 2,33      | 0,83      | 0,78      | N/A       | 54,16     |
| 2012. január 5-11.   | MVK            | 40,1      | 9,3       | 9,6       | 7,1       | 7,7       | N/A       | 6,3       | N/A       | N/A       | N/A       | N/A       | N/A       | 43–48     |
| 2012 január vége     | Polis          | 41,5      | 7,7       | 11        | 6,3       | 7,7       | N/A       | 7,2       | N/A       | N/A       | N/A       | N/A       | N/A       | 48        |
| 2012. január 25-31.  | Prieskumy      | 41,5      | 5,3       | 10,8      | 5,9       | 8,6       | 3,9       | 5,6       | N/A       | 3         | 4,8       | N/A       | N/A       | 39,4      |
| 2012. február 1-7.   | Focus          | 37,3      | 6,1       | 10,3      | 5,9       | 6,0       | 4,2       | 8,9       | 1,8       | 2,4       | 6,9       | N/A       | 3,5       | 43-50     |
| 2012. február 6-10.  | WakeUp         | 42        | 6,2       | 7,5       | 7,4       | 8,2       | N/A       | 10,5      | N/A       | N/A       | N/A       | N/A       | N/A       | 40        |
| 2012. február 9-13.  | Polis          | 40,8      | 5,1       | 9,8       | 6,6       | 8,4       | 4,6       | 5,0       | 3,4       | 3,9       | 3,3       | N/A       | N/A       | N/A       |
| 2012. február 7-12.  | MVK            | 40,6      | 4,3       | 12,7      | 6,1       | 5,9       | 3,6       | 7,0       | 2%>       | 4,7       | 3,4       | 2%>       | 2%>       | 46-52     |
| 2012. február 24-26. | PRE Consulting | 40,11     | 9,26      | 9,44      | 5,63      | 7,62      | 3,99      | 5,08      | 1,81      | 2,90      | 5,44      | 0,91      | 0,73      | 43,11     |
| 2012. február 21-27. | Focus          | 39,7      | 5,1       | 10,4      | 5,1       | 7,0       | 4,7       | 6,7       | 1,3       | 3,9       | 5,2       | 0,2       | 2,5       | N/A       |
| 2012. március 3-5.   | MVK            | 40        | 6         | 12        | 6         | 7         | 4,5       | 5,5       | 1,5       | 5,5       | 4         | N/A       | 1         | 39        |
| 2012. március 3-5.   | WakeUp         | 38,5      | 7,1       | 11,2      | 6,4       | 5,4       | 4,2       | 5,8       | N/A       | 4,5       | 3,2       | N/A       | N/A       | 47,3      |
| 2012. március 3-5.   | eCall Slovakia | 38,2      | 5,7       | 8,4       | 5,3       | 7,9       | 4,2       | 6,2       | N/A       | 4,8       | 4,6       | N/A       | N/A       | N/A       |

## Kampány
A hivatalos kampány a választások előtt 21 nappal, 2012. február 18-án kezdődött.
A kampány leggyakoribb témája Gorilla-ügy lett, számos tüntetés volt miatta. Mindez leginkább az SDKÚ-DS-t és vezetőjét, Mikuláš Dzurindát sújtotta, akinek még lemondása is szóba került. Nagy vihart kavart a kis Egyszerű Emberek és Független Személyiségek párt elnöke, Igor Matovič, amikor hazugságvizsgáló géppel akarta tesztelni pártja listáján szereplőket, hogy érintettek-e az ügyben. A pártlistáról emiatt sokan távoztak. Egy másik, friss korrupciós és lehallgatás botrány (Tengeri rózsa-ügy, szlovákul Sasanka) kapcsolódott a liberális Szabadság és Szolidaritás párt vezetője, Richard Sulík nevéhez, akit egy alvilági „vállalkozóval” folytatott beszélgetése során hallgattak le.
A Smer biztos győzelme tudatában nem folytatott éles kampányt. Robert Fico az egykulcsos adó eltörlését és a bankadó megemelését ígérte meg.
A többi kis párt agresszív módon vett részt a választási harcban. Ján Baránek politológus szerint még soha sem volt ilyen éles küzdelem a szlovákiai választások történetében. A Most–Híd és az Magyar Koalíció Pártja egymást támadta a Gorilla-ügy miatt. A magyarországi közszolgálati médiákban szinte kizárólag az MKP vagy támogatói szólalhattak meg, a Most-Híd neve csak néha fordult elő.
Februárban kiderült, hogy a 99 Százalék Polgári Hang mozgalom választásokon való elinduláshoz gyűjtött aláírásai közül sok hamis. Az ügyben rendőrségi vizsgálat indult. A szlovákiai magyarokból ezúttal nem lett kampánytéma, és bár a Szlovák Nemzeti Párt népszavazási kezdeményezést indított azért, hogy csak a szlovák nyelvet lehessen használni a hivatalokban, inkább a cigányokat támadta plakátjaival.
A bizonytalan választók száma is rekord nagyságú volt. A választások előtt pár nappal a szavazni szándékozók harmada még nem tudta, kire fog szavazni. A kampányidőszakban a korábbi választásoknál sokkal több jelölt neve került le visszalépés vagy kizárás miatt a listákról.

## A szavazás menete
A 4,3 millió, 18. életévét betöltött választópolgár reggel 7 és este 22 között szavazhatott.
Sopornyán (Šoporňa) késve kezdődött a helyi polgármester leváltását célzó népszavazással egybekötött parlamenti választás, mert a polgármester nem engedte be időben a választási bizottságot a szavazóhelyiségekbe. Emiatt 10 perccel később került sor a választások hivatalos befejezésére.

## Eredmények
A hivatalos végeredmények szerint:
A részvételi arány: 59,11%. A legnagyobb részvétel Zsolnán (66,57%), a legkisebb Tőketerebesen (50,24%) volt.
|                                                          | Száma                      | Aránya              |                  |          |
| -------------------------------------------------------- | -------------------------- | ------------------- | ---------------- | -------- |
| Választásra jogosultak                                   | 4 392 451                  |                     |                  |          |
| Leadott szavazatok - ebből érvényes - ebből érvénytelen  | 2 587 198 2 553 726 33 472 | 59,11% 98,43% 1,57% |                  |          |
| Párt                                                     | Szavazatok                 | Szavazatok          | Képviselők száma | Változás |
| Párt                                                     | száma                      | aránya              | Képviselők száma | Változás |
| Irány – Szociáldemokrácia                                | 1 134 280                  | 44,41%              | 83               | +21      |
| Kereszténydemokrata Mozgalom                             | 225 361                    | 8,82%               | 16               | +1       |
| Egyszerű Emberek és Független Személyiségek              | 218 537                    | 8,55%               | 16               | +16      |
| Most–Híd                                                 | 176 088                    | 6,89%               | 13               | –1       |
| Szlovák Demokratikus és Keresztény Unió – Demokrata Párt | 155 744                    | 6,09%               | 11               | –17      |
| Szabadság és Szolidaritás                                | 150 266                    | 5,88%               | 11               | –11      |
| Szlovák Nemzeti Párt                                     | 116 420                    | 4,55%               | 0                | –9       |
| Magyar Koalíció Pártja                                   | 109 483                    | 4,28%               | –                | –        |
| 99 Százalék Polgári Hang                                 | 40 488                     | 1,58%               | –                | –        |
| Mi Szlovákiánk – Néppárt                                 | 40 460                     | 1,58%               | –                | –        |
| Alulról Jövő Változás – Szlovákia Demokratikus Uniója    | 33 155                     | 1,29%               | –                | –        |
| Szabad Szó Pártja – Nora Mojsejová                       | 31 159                     | 1,22%               | –                | –        |
| Néppárt – Demokratikus Szlovákiáért Mozgalom             | 23 772                     | 0,93%               | –                | –        |
| Szlovákia Kommunista Pártja                              | 18 583                     | 0,72%               | –                | –        |
| Nemzet és Igazság                                        | 16 234                     | 0,63%               | –                | –        |
| Zöld Párt                                                | 10 832                     | 0,42%               | –                | –        |
| Jog és Igazság                                           | 10 604                     | 0,41%               | –                | –        |
| A Gyermekekért Csináljuk – SF                            | 8 908                      | 0,34%               | –                | –        |
| Zöldek                                                   | 7 860                      | 0,30%               | –                | –        |
| A Mi Megyénk                                             | 4 859                      | 0,19%               | –                | –        |
| Demokratikus Baloldal Pártja                             | 4 844                      | 0,18%               | –                | –        |
| Egyszerű Emberek                                         | 4 320                      | 0,16%               | –                | –        |
| Szlovákia Vállalkozóinak Pártja                          | 3 963                      | 0,15%               | –                | –        |
| Szlovákia Polgárainak Pártja                             | 3 836                      | 0,15%               | –                | –        |
| Szlovákia Roma Uniójának Pártja                          | 2 891                      | 0,11%               | –                | –        |
| Plusz Egy Szavazat Pártja                                | 779                        | 0,03%               | –                | –        |
| Összesen                                                 | 2 553 726                  | 100%                | 150              | 0        |

## Politikai következmények

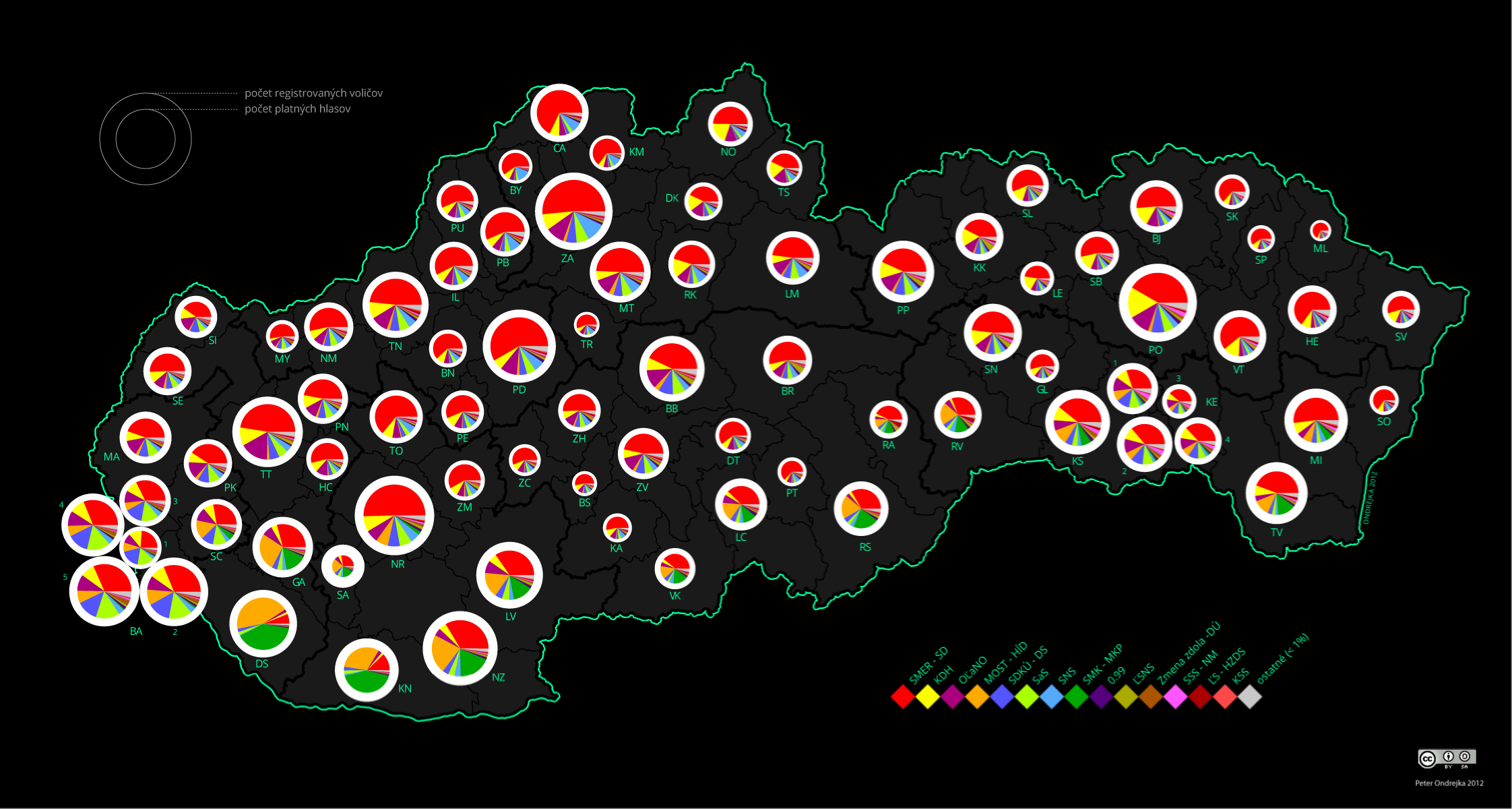
A választás eredménye választási körzetenként

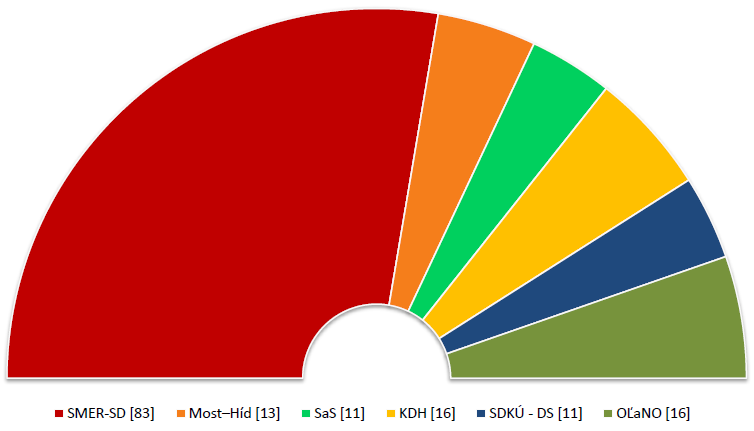
Az új szlovákiai parlament összetétele

A vártnál jóval nagyobb, az előző választások eredményét meghaladó részvétel mellett a Smer abszolút többséget szerzett, de a háromötödöt nem érte el. Várhatóan Szlovákia legújabb történetében először egypárti kormány alakul Robert Fico vezetésével. Az MKP nem került vissza a parlamentbe. A dél-szlovákiai területeken való alacsonyabb és az északi magasabb részvétel a magyar pártokat gyengítette. Kiesett a szélsőségesen magyarellenes Szlovák Nemzeti Párt. Mikuláš Dzurinda, az SDKÚ-DS elnöke bejelentette, hogy a választási kudarc után nem indul újra májusban az elnöki posztért.

## Érdekességek
- A Központi Választási Bizottság (KVB) elnöke sorsolás alapján az MKP-s Nyilfa Péter lett.[30]
- A választások napján helyi népszavazás volt Gútán (Kolárovo) és Pereden (Tešedíkovo). Mindkét település ősi magyar nevét szeretné hivatalosan is visszakapni, melyet 1948-ban változtatott meg a csehszlovák állam.[31] A népszavazás Gútán eredménytelen lett, Pereden eredményes, és a névcsere győzött. Ennek ellenére az új szlovák kormány nem hagyta jóvá a névcserét.[32]
- A választások napján teljesen leégett Krasznahorka vára.

## Lásd még
- 2010-es szlovákiai parlamenti választás